# Ísafjörður
Ísafjörður – miasto w północno-zachodniej Islandii,  nad fiordem Skutulsfjörður, stanowiącym część fiordu Ísafjarðardjúp, wchodzącym w skład regionu na Fiordów Zachodnich. Najstarsza część miasta położona jest na mierzei wcinającej się w wody fiordu. Ísafjörður otoczone jest szczytami górskimi sięgającymi 600–700 m n.p.m. Miasto stanowi siedzibę gminy Ísafjarðarbær. Na początku 2018 roku zamieszkiwało je 2,6 tys. osób. Stanowi główny ośrodek miejski i administracyjny regionu Vestfirðir - największy pod względem liczby ludności.
Do miasta można dotrzeć drogą nr 61, główną trasę drogową środkowej części Fiordów Zachodnich. Łączy ona położone w okolicy mniejsze miejscowości: Súðavík, Hnífsdalur i Bolungarvík. Na zachód od miasta rozciąga się dolina Tungudalur, którą prowadzi droga nr 60, która przebiega dalej tunelami, łącząc z pozostałymi miejscowościami gminy Ísafjarðarbær: Suðureyri i Flateyri, a także dalej na południu Þingeyri.

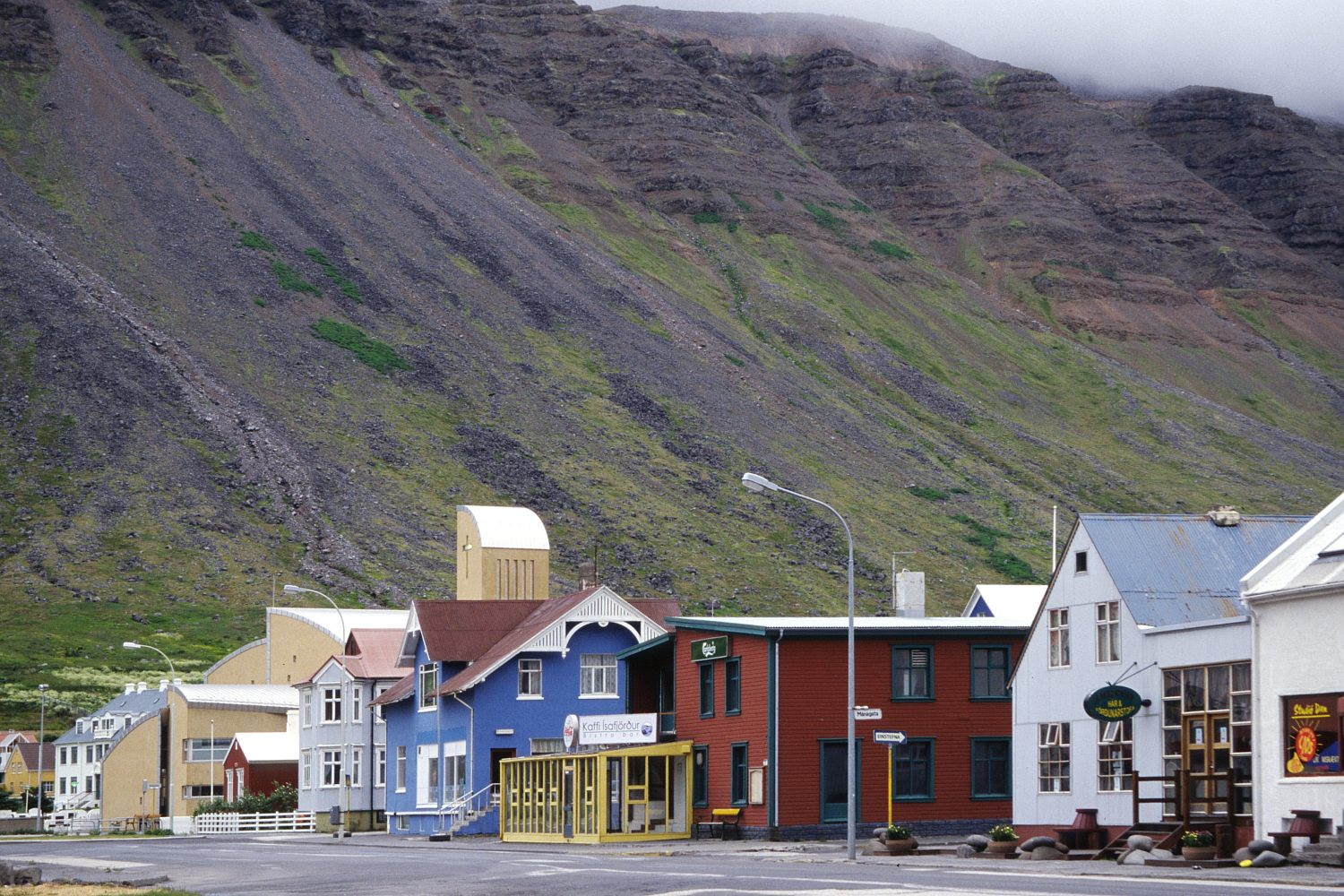
Jedna z ulic w Ísafjörður

Kościół oraz osada rybacka i handlowa w Ísafjörður znane są już od XVI wieku. Przekształcenie osady w miasto nastąpił w XIX wieku, głównie dzięki rosnącej produkcji ryb solonych - wtedy też w 1866 otrzymało prawa miejskie. Rybołówstwo i przemysł rybny, a w ostatnich latach turystyka, stanowią podstawę rozwoju miasta. Znajdują się tu jedne z najstarszych domów w Islandii (zbudowane w XVIII w.), w jednym z nich mieści się Muzeum Dziedzictwa Fiordów Zachodnich. Budynki te mieszczą się w najstarszej dzielnicy miasta, zwanej Neðstikaupstaður. Współcześnie miasto znane jest z festiwali muzycznych: Aldrei fór ég suður oraz Við Djúpið.
W mieście urodził się Ólafur Ragnar Grímsson - były prezydent Islandii.